# 德米特里夫卡 (克雷门丘克区)
德米特里夫卡（羅馬化：Dmytrivka）是烏克蘭中部波爾塔瓦州克雷门丘克区霍里什尼普拉夫尼市镇内的村庄。處於普肖爾河左岸，分別距離基亞什基0.5公里和霍里什尼普拉夫尼5公里，海拔高度64米，2001年人口1,698。